# Viorica Mărâi
 Viorica-Elena Mărâi (n. 1940, Certieni, județul Neamț, Regatul României – d. 2019, București, România) a fost un om de știință, cercetătoare și autoare română, cunoscută pentru contribuțiile sale în domeniul comenzii vocale a sistemelor tehnice și pentru realizarea primului aparat de „tehnologia vorbirii” de concepție românească.

## Biografie
Viorica Mărâi (născută Vasiliu) s-a născut în Certieni, județul Neamț, România, într-o familie de intelectuali care include între veri și frați pe profesorul universitar germanist Lucia Berciu, profesorul universitar și istoricul Adina Berciu-Draghicescu, pictorul Ioan Atanasiu Delamare și omul de știință în fizică nucleară, Virgil V. Vasiliu. Mama sa a fost Ana Vasiliu (născută Petrovici), și tatăl său a fost Vasile Vasiliu, învățător în comuna  Certieni. Și-a pierdut tatăl pe frontul celui de-Al Doilea Război Mondial. În timpul războiului și invaziei României, s-a refugiat permanent, împreună cu mama sa, în București. Mama sa a lucrat înainte de război ca operator de centrală telefonică la serviciul de poștă Cernăuți, și după război în București ca bibliotecară de școală primară, casieră de restaurant, și în fine contabil în Ministerul Comerțului.
Viorica Mărâi a absolvit cursurile liceale la Școala Centrală de Fete, astăzi Colegiul Național "Școala Centrală", în București, apoi pe cele ale Facultății de Electronică și Telecomunicații din Institutul Politehnic București, devenind în 1963 inginer în specialitatea telecomunicații. În această calitate a lucrat la Societatea Română de Radiodifuziune.
În 1977 a obținut doctoratul în ingineria telecomunicațiilor la Academia Tehnică Militară. Între 1970 și 1992 a lucrat ca cercetător științific principal la Institutul Tehnic de Cercetare și Proiectare al Armatei, Ministerul Apărării Naționale, astăzi Agenția de Cercetare pentru Tehnică și Tehnologii Militare. A decedat în 2019, în București.

## Lucrări științifice
În 1977 a obținut doctoratul în ingineria telecomunicațiilor la Academia Tehnică Militară, prin susținerea tezei de doctorat intitulată „Contribuții la elaborarea metodelor de prelucrare numerică a semnalului de vorbire, în scopul compresiunii informației", elaborată sub îndrumarea dr. ing. Eugeniu Oancea.
Între 1970 și 1992 a lucrat ca cercetător științific principal, personal civil, la Institutul Tehnic de Cercetare și Proiectare al Armatei, unde a parcurs toate gradele până la gradul I. În cadrul acestei activități științifice a creat, împreună cu col. dr. ing. Oancea, primul aparat de „tehnologia vorbirii” de concepție românească.
A fost posesoara a patru certificate de inovator, eliberate de Departamentul de Înzestrare a Armatei, Ministerul Apărării Naționale.
Cercetările și rezultatele științifice obținute au fost prezentate și publicate în România, în cadrul unor sesiuni de comunicări științifice și în reviste de specialitate. Aceste prezentări au avut loc în condiții dificile, într-o perioada a dictaturii comuniste în care specialiștilor în știință și tehnică le era adesea interzis să călătorească în afara României.
În 1988 a scris și publicat, împreuna cu colaboratorii Mihai Radu, Sorin Stoica și Adrian Barcaru, cartea „Telefonie numerică" (Ed. Militara 1988).
În 1992 a scris și publicat cartea „Comanda vocală a sistemelor tehnice” (Ed. Militară 1992), împreuna cu omul de știință Gheorghe Mărâi.